# Syncephalis ubatubensis
Syncephalis ubatubensis är en svampart som beskrevs av Viégas & Teixeira 1943. Syncephalis ubatubensis ingår i släktet Syncephalis och familjen Piptocephalidaceae.   Inga underarter finns listade i Catalogue of Life.